# 안동 봉림사지 삼층석탑
안동 봉림사지 삼층석탑(安東 鳳林寺址 三層石塔)은 경상북도 안동시 서후면 성곡리, 봉림사지에 있는 삼층석탑이다. 2012년 10월 22일 경상북도의 유형문화재 제454호로 지정되었다.

## 개요
안동 장씨 소유의 정자인 봉림정사 앞에 서 있는 3층 석탑으로, 2층 기단(基壇) 위에 3층의 탑신(塔身)을 올렸으며, 현재 탑신의 3층 지붕돌은 없어진 상태이다.
아래층 기단에는 안상(眼像)을 새겨 놓았고, 위층 기단에는 기둥 모양을 조각하였다. 탑신의 몸돌에도 기둥 모양을 조각하였으며, 특히 1층 몸돌에는 문모양을 새겨 장식하였다. 지붕돌은 네 귀퉁이가 살짝 치켜올라 갔으며, 밑면에 4단의 받침을 두었다. 꼭대기에는 네모난 받침돌 위에 둥근 돌이 놓여 머리장식을 하고 있다.
전체적으로 통일신라의 일반적인 석탑양식을 따르고 있어, 이 때에 세운 것으로 추정된다.

## 참고 자료
- 안동 봉림사지 삼층석탑 - 국가유산청 국가유산포털